# Finale della Copa América 2007
La finale della Copa América 2007 si disputò il 15 luglio 2007 al'Stadio Monumental Antonio Vespucio Liberti di Buenos Aires tra le nazionali di Brasile e Argentina. Il Brasile vinse per 3-0 e conquistò per l'ottava volta la Copa América. Fu inoltre la seconda finale consecutiva tra le due nazionali dopo quella del 2004, vinta dal Brasile ai rigori.

## Le squadre
| Squadra   | Finali (o spareggi) disputate in precedenza (il grassetto indica la vittoria) |
| --------- | ----------------------------------------------------------------------------- |
| Brasile   | 10 (1919, 1922, 1937, 1949, 1953, 1983, 1995, 1997, 1999, 2004)               |
| Argentina | 4 (1937, 1991, 1993, 2004)                                                    |

## Cammino verso la finale

### Brasile
Il Brasile fu sorteggiato nel Gruppo B insieme al Cile, all'Ecuador e al Messico ospite dal Nord America e detentore della CONCACAF Gold Cup 2003. La prima partita ai gironi finì in maniera insolitamente ingloriosa per la Seleçao, in quanto finì 2-0 per gli Aztecas grazie al gol di Castillo al 23° e a quello di Morales cinque minuti dopo. I verdeoro si rifecero rifilando un 3-0 al Cile, con una tripletta di Robinho iniziata con un rigore. Lo stesso Robinho segnò poi il gol dell'1-0 contro l'Ecuador, che salvò la Seleçao dal terzo posto, mentre l'Ecuador fu eliminato. Il Messico finì invece inaspettatamente primo nel girone, mentre il Cile finì al terzo posto, ma i suoi quattro punti bastarono ad accedere ai quarti come una delle due migliori terze.
Entrati nell'eliminazione diretta, i verdeoro rividero il Cile già sconfitto, e stavolta gli inflissero una batosta equivalente a un 6-1, con gol di Juan, Júlio Baptista, Josué e Vágner Love e doppietta di Robinho, contro l'inutile gol cileno di Suazo. La semifinale vide invece come avversario l'Uruguay, terzo del girone A che aveva sconfitto i padroni di casa del Venezuela per 4-1. Il Brasile passò in vantaggio a meno di un quarto d'ora con Maicon, e nonostante il pareggio uruguagio di Diego Forlán al 36°, tornò in vantaggio cinque minuti dopo con Júlio Baptista; al secondo tempo, Abreu segnò però il gol del pareggio, e con il risultato che cessò di cambiare nel resto della ripresa e poi anche ai supplementari, si passò ai rigori. La lotteria iniziò col piede giusto per il Brasile, con Robinho che trasformò di nuovo il suo rigore, mentre Forlán dovette accettare la parata del portiere brasiliano; il punteggio tornò però in parità dopo l'errore del verdeoro Alfonso Alves e il gol del Celeste Rodríguez. I gol di Diego del Brasile e di Abreu dell'Uruguay portarono all'oltranza, e alla sesta coppia di rigori Fernando e García sbagliarono, ma alla settima il verdeoro Gilberto trasformò il suo rigore, mentre Hélton parò quello di Lugano, portando la Seleçao in finale per la quarta volta nella Copa América (le edizioni del 1989 e del 1991 finirono a seguito di un girone finale, e rispettivamente videro il Brasile vincitore e secondo classificato).

### Argentina
L'Argentina fu sorteggiata nel girone C insieme a Colombia, Paraguay e Stati Uniti, detentori della CONCACAF Gold Cup 2005 e della CONCACAF Gold Cup 2007. La prima partita dell'Argentina finì 4-1 contro gli ospiti statunitensi: nonostante questi ultimi andarono in vantaggio al nono minuto grazie al rigore di Johnson, l'Albiceleste ribaltò con la doppietta di Crespo e le reti di Almar e Tévez. Il prossimo avversario fu la Colombia, che passò in vantaggio con Edixon Perea al 10°, ma il rigore di Crespo dieci minuti dopo segnò l'inizio della seconda vittoria per la Selección, che poi rimontò con la doppietta di Riquelme; al gol della bandiera del colombiano Castrillón seguì quello finale dell'argentino Diego Milito. Mascherano fu invece l'ultimo marcatore dell'1-0 contro il Paraguay; il risultato finale consentì agli argentini di passare il turno a punteggio pieno, seguito da Paraguay con 6 punti, mentre furono eliminati la Colombia (tre punti, insufficienti per competere con Cile e Uruguay per passare tra le migliori due terze) e Stati Uniti (0 punti, grazie alle sconfitte contro il Paraguay e la Colombia).
Ai quarti, l'Argentina se la vide con il Perù, secondo nel gruppo A, e gli rifilò un umiliante 4-0 con doppietta di Riquelme e gol di Lionel Messi e Mascherano. Le semifinali videro invece l'Argentina affrontare un ottimo Messico, che però batterono per 3-0 con gol di Heinze e Messi e rigore di Riquelme. Per l'Albiceleste fu quindi il terzo passaggio alla finale della Copa América (si consideri che le edizioni 1989 e 1991 non possedevano una finale, ma un girone unico finale che rispettivamente videro l'Argentina terza e prima classificata).

### Tabella riassuntiva del percorso
| Squadra | Pt | G |
| ------- | -- | - |
| Messico | 7  | 3 |
| Brasile | 6  | 3 |
| Cile    | 4  | 3 |
| Ecuador | 0  | 3 |

| Squadra     | Pt | G |
| ----------- | -- | - |
| Argentina   | 9  | 3 |
| Paraguay    | 6  | 3 |
| Colombia    | 3  | 3 |
| Stati Uniti | 0  | 3 |

## Descrizione della partita
La Seleçao partì col piede giusto con un fulmineo gol al quarto minuto di Júlio Baptista su assist di Elano. Trenta minuti dopo, però, Elano stesso si fece male e fu sostituito da Daniel Alves: al 40° quest'ultimo mandò un cross che fu deviato dall'argentino Roberto Ayala, e la palla andò in porta portando il risultato sul 2-0 per i verdeoro.
Al 59° della ripresa, l'Argentina sostituì il centrocampista difensivo Esteban Cambiasso con l'alternativo attaccante Pablo Aimar. Dieci minuti dopo, il Brasile segnò il terzo e ultimo gol della partita: Vágner Love partì in contropiede, e raggiunta la porta avversaria passò la palla ad Alves stesso che insaccò in rete.

## Tabellino
| Arbitro: | Carlos Amarilla |

|                                                     |           |  |
| Júlio Baptista 4’ Ayala 40’ (aut.) Daniel Alves 69’ | Marcatori |  |

| Brasile | Argentina |

| Brasile (4-4-2) |    |                    |     |     |
|                 |    |                    |     |     |
| P               | 12 | Doni               | 51’ |     |
| D               | 2  | Maicon             |     |     |
| D               | 4  | Juan               |     |     |
| D               | 3  | Alex               | 37’ |     |
| D               | 6  | Gilberto           | 54’ |     |
| C               | 5  | Mineiro            |     |     |
| C               | 17 | Josué              | 82’ |     |
| C               | 7  | Elano              |     | 34’ |
| C               | 19 | Júlio Baptista     | 68’ |     |
| A               | 11 | Robinho            |     | 90’ |
| A               | 9  | Vágner Love        |     | 90’ |
| Sostituzioni:   |    |                    |     |     |
| A               | 13 | Dani Alves         |     | 34’ |
| C               | 18 | Fernando Menegazzo |     | 90’ |
| D               | 10 | Diego              |     | 90’ |
| CT:             |    |                    |     |     |
| Dunga           |    |                    |     |     |

| Argentina (4-4-2) |    |                       |     |     |
|                   |    |                       |     |     |
| P                 | 1  | Roberto Abbondanzieri |     |     |
| D                 | 8  | Javier Zanetti        |     |     |
| D                 | 2  | Roberto Ayala         |     |     |
| D                 | 15 | Gabriel Milito        |     |     |
| D                 | 6  | Gabriel Heinze        |     |     |
| C                 | 14 | Javier Mascherano     | 44’ |     |
| C                 | 20 | Juan Sebastián Verón  |     | 67’ |
| C                 | 19 | Esteban Cambiasso     |     | 59’ |
| C                 | 10 | Juan Román Riquelme   |     |     |
| A                 | 18 | Lionel Messi          |     |     |
| A                 | 11 | Carlos Tévez          | 75’ |     |
| Sostituzioni:     |    |                       |     |     |
| C                 | 16 | Pablo Aimar           |     | 59’ |
| C                 | 13 | Lucho González        |     | 67’ |
| CT:               |    |                       |     |     |
| Alfio Basile      |    |                       |     |     |

| Assistenti arbitrali: Wálter Rial (Uruguay) Luis Sáncheza (Venezuela) Quarto ufficiale: Manuel Andarcia (Venezuela) |

## Statistiche
| Statistiche       | Brasile | Argentina |
| ----------------- | ------- | --------- |
| Reti segnate      | 3       | 0         |
| Tiri totali       | 16      | 18        |
| Possesso palla    | 47%     | 53%       |
| Calci d'angolo    | 4       | 9         |
| Falli commessi    | 38      | 22        |
| Fuorigioco        | 1       | 4         |
| Cartellini gialli | 5       | 2         |
| Cartellini rossi  | 0       | 0         |